# Molnár Sándor (kőfaragó)
Molnár Sándor (Eger, 1953. november 13. –) magyar kőfaragó mester, vállalkozó, kulturális mecénás, közéleti szereplő. A Pilis térségének meghatározó kézműves mestere, a Varázskő Kft. alapítója és ügyvezetője. Számos emlékmű, szobor, köztéri alkotás fűződik nevéhez Pilisvörösváron és a környező településeken. 2021-ben Pilisvörösvár Város Díszpolgára címmel tüntették ki.

## Élete és pályafutása
Molnár Sándor 1953. november 13-án született Egerben. Gyermekkorát Poroszlón töltötte, majd családjával 1965-ben Pilisvörösvárra költöztek. Édesapja az Országos Érc- és Ásványbányánál dolgozott mozdonyvezetőként. A család által vásárolt Vasút utcai ház felújítása során Sándor már fiatalon beleszeretett az építés és kézművesség világába.
A kőfaragó szakmát a Bokányi Dezső Szakmunkásképző Iskolában tanulta ki, 1971-ben szerzett szakmunkás-bizonyítványt, majd 1975-ben mestervizsgát tett. Eredetileg kőművesként képzelte el jövőjét, de édesapja javaslatára a kőfaragás irányába indult el – amely az évek során hivatásává és egyben hobbijává vált. 1989-től egyéni vállalkozóként dolgozott, majd 1994-ben megalapította saját cégét, a Varázskő Kft.-t, amelynek azóta is vezetője.
1975-ben házasságot kötött Botzheim Máriával. Három lányuk született: Mária, Éva és Zsuzsanna. Molnár Sándor ma már több unoka boldog nagyapja.

## Művészi tevékenység
Molnár Sándor tevékenysége a hagyományos kőfaragás és a kortárs alkotói gondolkodás határán mozog. Bár nem tartja magát hivatásos művésznek, több munkája képzőművészeti értékkel bír.

### Varázskő Galéria
1996. augusztus 19-én Pilisvörösváron, a Varázskő Kft. Fő utcai bemutatótermének emeletén megnyitotta a Varázskő Galériát, ahol nemcsak saját alkotásai kaptak helyet, hanem időszaki kiállítások keretében neves festők, szobrászok, iparművészek mutathatják be műveiket. Itt nyílt tárlata a helyi művészek közül többek között Bajnok Bélának, Bari Árpádnak, Cserőháti Kovács Istvánnak és Zimányi Ernőnek. De időről-időre gyermekmunkákból is rendeznek itt kiállításokat. 

### Kézzel faragott márványhegedű
Svájci útja során született az ötlet, hogy kőből készítsen hegedűt. Az elkészült, vékony falú, polírozott márványhangszer megszólaltatható, és zenei próbák során is megállta a helyét. Ezért az alkotásért 2004-ben elnyerte a Magyar Kézművesség Remeke címet.

### Tojáskiállítás és tojásszobor
A nagyszülei tojáskereskedelmére emlékező Vasút utcai gyűjtemény mára mintegy 5500 darabból áll. Az utca elején felállított, hét centiméter falvastagságú, egy darabból készült tojásszobrot a városnak adományozta. A szobor festését gyerekek végezték egy pályázat keretében.  

## Köztéri alkotásai
Kőfaragóként és restaurátorként számos jelentős alkotás és emlékmű megvalósítója Pilisvörösváron és a környező településeken. Munkáit gyakran jellemzi egyedi térlátása és sajátos kompozíciós megközelítése.

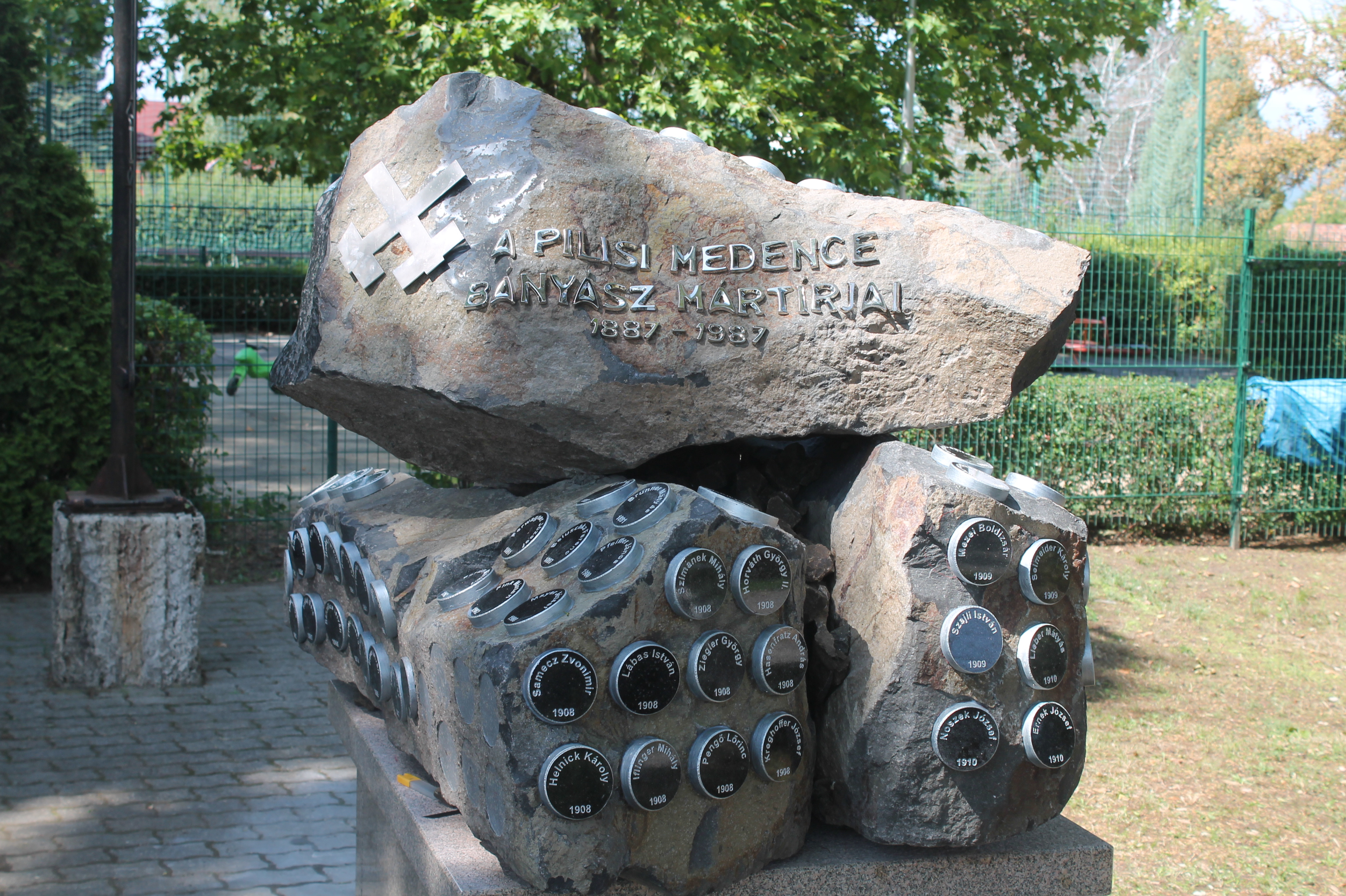
Bányászmártírok emlékműve Pilisvörösváron, a Bányász emlékparkban

### Fontosabb helyi alkotásai
- 1848–49-es forradalom és szabadságharc emlékműve
- 1956-os forradalom és szabadságharc emlékműve
- Pilisvörösvári Nagytemplom külső oltára (Millenniumi emlékmű)
- Holocaust-emlékmű a zsidótemetőben
- Bányászmártírok emlékműve a Bányász emlékparkban
- Cziffra György Zeneiskola domborműve
- Mentőállomás emléktáblája
- Török-kút rekonstrukciója

### Más településeken
- Abosfalva (Erdély): 1848-49-es emlékmű
- Pomáz: ötágú, ötlevelű fa a körforgalomban
- Pilisszentiván: Ezredévi emlékmű, 1956-os emlékmű, II. világháborús emlékmű
- Piliscsaba (Klotildliget): szoboralapzatok felújítása
- Pilisszántó: Pilisszántó makettje (Templom tér), stációk restaurálása

## Közéleti és közösségi szerepvállalás
Molnár Sándor két cikluson keresztül volt tagja Pilisvörösvár képviselő-testületének. Számos közösségi kezdeményezés elindítója, helyi sport- és civil szervezetek rendszeres támogatója.
- Pilisi Kulturális Örökségünk Védelméért Alapítvány

Az általa alapított szervezet célja a helyi és környékbeli műemlékek restaurálása, megóvása, valamint a kézműves szakmák fennmaradásának támogatása.
- Kőfaragó és Műkőkészítő Vállalkozók Országos Ipartestülete

Az Ipartestületet a rendszerváltással egy időben, 1990-ben hívták életre a köves szakma elkötelezett mesteremberei. Molnár Sándor a tatabányai székhelyű szervezet elnökségében kezdettől fogva meghatározó szerepet játszott. 2006-tól alelnökként, 2018-tól elnökként vesz részt a sokirányú munkában.
- Nemzetközi Kőkonferencia

A Nemzetközi Kőkonferenciát Pilisvörösváron 2000 óta szervezi meg a Kőfaragó és Műkőkészítő Vállalkozók Országos Ipartestülete. A rendezvény évi több száz szakembert vonz, előadásai a technológiai újításokra és a hagyományőrzésre egyaránt fókuszálnak. Molnár Sándor a konferencia létrehozásában és évenkénti megszervezésében kezdettől fogva meghatározó szerepet játszott.  
- Pilisvörösvár és Környéke Ipartestület

A Pilisvörösvár és Környéke Ipartestület egy helyi civil szervezet, amely Pilisvörösváron és környékén működik. Az ipartestület célja a helyi iparosok és kézművesek érdekeinek képviselete és támogatása. Az ipartestület székhelye a Fő út 47. szám alatt található. Elnöke Molnár Sándor.

## Egyéb tevékenységek
- Rászoruló gyerekek támogatása, utaztatása Poroszlóra
- Karitatív tevékenység
- Programok szervezése nyugdíjasoknak
- Kulturális rendezvények támogatása
- Mikulásként való rendszeres szereplés saját üzlete és az iskolák előtt
- Gyermekeknek szóló pályázatok: „Orchidea gyerekszemmel”, „Mozaik gyerekszemmel”, tojásfestés, adventi koszorúkötés

## Elismerések
- Magyar Kézművesség Remeke díj (2004)
- Pilisvörösvár Város Díszpolgára (2021) „…magas szintű szakmai tudása, a város több pontján látható alkotásai, a művészetek iránti elkötelezettsége, városunk  közössége érdekében végzett önzetlen munkája, közéleti, mecénási tevékenysége és példás segítőkészsége elismeréseként…”